# 中国驻老挝大使馆
中华人民共和国驻老挝人民民主共和国大使馆，简称中国驻老挝大使馆，是中华人民共和国驻老挝的最高外交代表机构。

## 机构设置
根据有关规定，中国驻老挝大使馆设置下列机构：

### 内设机构
- 经济商务处
- 领事部
- 办公室

### 总领事馆
- 中国驻琅勃拉邦总领事馆